# Cosmic Scrat-tastrophe
Cosmic Scrat-tastrophe es un cortometraje del año 2015 sobre Scrat, la ardilla de Ice Age. Dirigido por Galen Chu y Mike Thurmeier, el corto salió el 6 de noviembre de 2015 en el estreno de The Peanuts Movie.

## Argumento
Después de los hechos sucedidos en Scratlantis de La Era de Hielo 4, Scrat busca un lugar para su bellota en La Era de Hielo. Cuando lo encuentra, él cae sobre una corteza de hielo. Scrat al encontrar un lugar en su bellota, él descubre que encendió una nave espacial hecha para él. Scrat agarra la bellota en el mando y sale de la tierra y va al espacio donde se choca con los planetas y forma cada uno de ellos en su lugar y crea aparte constelaciones.
La ardilla logra sacar su bellota pero se electriza y hace que se golpee en el vidrio de la nave y apague la nave. Scrat, al ver que ha creado el sistema solar, queda emocionado. Pero una de sus lágrimas hacen que encienda la nave de vuelta y Scrat con su bellota salen de la nave (con trajes espaciales) y Scrat pierde la bellota de nuevo y queda atado en su propia nave y se choca en un meteorito.
Scrat logra agarrar la bellota y al ponerla al meteorito (y crear el saludo norteamericano) hace que forme una grieta en el meteorito y pierde de nuevo su bellota y su traje espacial dejándolo con su casco. La ardilla ve cómo el meteorito se acerca hacia la tierra y avergonzado se va volando hacia su nave. En la tierra Manny, Diego y Sid ven desde el cielo creyendo que caen estrellas fugaces y hacen que uno de los meteoritos le caigan a Sid haciéndolo volar y cayendo en un pino donde luego es quemado y que sus "malvaviscos" están calientes

## Reparto
- Chris Wedge como Scrat.
- John Leguizamo como Sid.
- Ray Romano como Manny.
- Denis Leary como Diego.